# Rue Joliot-Curie (Gif-sur-Yvette)
La rue Joliot-Curie est une voie du quartier du Moulon, sur les communes de Gif-sur-Yvette et Orsay dans le département français de l'Essonne en région Île-de-France.

## Situation et accès
Construite dans le cadre de l'aménagement du quartier du Moulon par l'Établissement public d'aménagement Paris-Saclay (EPAPS) dans les années 2010, la rue Joliot-Curie se situe sur les hauteurs des communes de Gif-sur-Yvette et Orsay, au sein du quartier de Moulon.
Elle est l'une des voies centrales du campus universitaire de l'Université Paris-Saclay, desservant CentraleSupélec et ses résidences, Polytech Paris-Saclay, les infrastructures du CROUS (Crous Versailles) ainsi que le parc du Moulon. 
La ligne 11 du réseau de bus Paris-Saclay remonte la rue sur toute la longueur en faisant une halte aux arrêt Lieu de vie et CentraleSupélec. 

## Origine du nom
La voie est nommée en hommage à la physicienne et chimiste Irène Joliot-Curie, fille de Pierre et Marie Curie, et à son mari le physicien et chimiste Frédéric Joliot-Curie. En 1935 Frédéric et Irène Joliot-Curie obtiennent le prix Nobel de chimie « en reconnaissance de leur synthèse de nouveaux éléments radioactifs ».
Frédéric Joliot-Curie a eu un rôle majeur dans la fondation du commissariat à l'énergie atomique, installé depuis 1945 sur le plateau de Saclay. 
Irène Joliot-Curie est devenue en 1936 l'une des trois premières femmes membres d'un gouvernement en devenant sous-secrétaire d'État à la Recherche scientifique après l'élection du Front populaire.